# Skylar Grey
Skylar Grey, pseudonimo di Holly Brook Hafermann (Mazomanie, 23 febbraio 1986), è una cantautrice e produttrice discografica statunitense.
È salita alla ribalta per essere stata la coautrice del noto brano Love the Way You Lie cantato da Eminem e Rihanna, grazie a cui si è aggiudicata due candidature ai Grammy Awards 2011. Grey ha scritto brani per tante altre star della musica statunitense come Kehlani, G-Eazy, Alicia Keys, Christina Aguilera, Zedd, Nick Jonas, Céline Dion e CeeLo Green. Appare inoltre come featured artist negli album di colleghi quali Eminem, Dr. Dre, Diddy, Nicki Minaj e Macklemore. Oltre a ciò, ha anche portato avanti la sua carriera anche come interprete, pubblicando 4 album in studio da solista e numerosi singoli.

## Carriera

### 1994-2010:Generations,Like Blood Like Honey
La carriera musicale di Holly Hafermann inizia già quando è una bambina, a partire dal 1994: l'artista forma infatti un duo folk insieme a sua madre, Candace Kreitlow, chiamato Generations. Il duo pubblica tre album fra gli anni '90 e i primi anni 2000, dopo di che il progetto viene fermato e Hafermann inizia a dedicarsi alla sua carriera di autrice musicale. In questo periodo scrive musica per il primo e unico album musicale dell'attrice Brie Larson. Nello stesso periodo l'artista collabora come interprete con il gruppo hip-hop Fort Minor in alcuni brani: fra questi troviamo Where'd You Go, che ottiene un grande successo in USA arrivando in top 5 della Billboard Hot 100 e ottenendo la certificazione platino.
Questo successo permette all'artista di ottenere un contratto con la Warner Bros. Record, sotto la quale ha pubblicato nel 2006 il primo album da solista, Like Blood Like Honey, uscito come Holly Hafermann. L'album raggiunge la numero 35 nella Billboard 200. Negli anni successivi continua a lavorare come autrice per artisti rock come Styles Of Beyond e Apathy e partecipa ai tour di vari artisti in qualità di opener. Nel 2009 partecipa ai background vocals dell'album di debutto dell'artista Yohanna e dell'album Whisper House di Duncan Shreik. Sempre nel 2009 pubblica altri singoli con il nome di Holly Brook, tra cui It's Raining Again, utilizzato per uno spot pubblicitario della Ciao Water. Nel 2010 pubblica l'EP O’Dark:Thirty, destinato a diventare la sua ultima pubblicazione come Holly Brook.

### 2010-2014: successo come autrice,Don't Look Down
Sempre nel 2010 l'artista assume il suo nome d'arte definitivo e propone il suo lavoro alla produttrice discografica Jennifer Blakeman, che la sprona a lavorare con il beatmaker Alex da Kid: in questo modo il brano Love the Way You Lie, composto l'anno precedente, arriva a essere interpretato da Eminem e Rihanna. Il brano ottiene uno straordinario successo mondiale, raggiungendo la numero 1 in 26 classifiche differenti, e viene nominata a 4 Grammy Awards tra cui "Song of the year", per il quale è proprio Grey a essere nominata. Dopo questi risultati, Grey continua a comporre insieme ad Alex da Kid brani come Castle Walls di T.I. e Christina Aguilera.
Nel 2011 prende parte come interprete nel brano di Dr. Dre ed Eminem I Need A Doctor, che diventa un altro grande successo mondiale e le permette di esibirsi sul palco dei Grammy. Nelle settimane seguenti firma un contratto discografico con la Interscope Records e annuncia la pubblicazione di un singolo nella primavera successiva. L'artista collabora dunque con Lupe Fiasco nel singolo Words I've Never Said e pubblica i suoi primi singoli da solista Dance Without You e Invisible. Nel 2012 lavora come background vocalist per gli Slaughterhouse e partecipa alla colonna sonora del film Fankenweenie con il brano Building a Monster. Sempre nel 2012 è fra gli autori della hit mondiale Clarity di Zedd e Foxes e pubblica altri singoli per il suo album, tra cui Let Me Ride con Eminem. Nel medesimo anno pubblica anche l'EP The Buried Sessions of Skylar Grey.
Nel 2013 l'artista pubblica finalmente l'album Don't Look Down, che debutta con 24 000 copie vendute in USA. Sempre nel 2013 duetta con Cee LoGreen nel brano Only You e collabora con Will.I.Am in qualità di autrice per il suo album WillPower. Negli ultimi mesi dell'anno realizza una cover di Get Lucky di Daft Punk e Pharrell, ed è protagonista di featuring con artisti come Eminem e Moby. Nel 2014 collabora invece con David Guetta nel singolo Shot Me Down, che ottiene un notevole successo planeario, nonché con Nicki Minaj in Bed Of Lies e Kid Cudi in Hero, quest'ultimo un brano per la colonna sonora del film Need For Speed. Il duetto con la Minaj le permette di esibirsi durante il Saturday Night Live e gli MTV EMAs.

### 2015-2021:Natural Causes,Dark Thoughts
Nel 2015 l'artista partecipa a due importanti colonne sonore: Cinquanta sfumature di grigio nel brano I Know You e Fast and Furious 7 nel brano I Will Return. Sempre nel 2015 pubblica i singoli Addicted To Love e Words, quest'ultima già pubblicata e subito rimossa dagli stores digitali nel 2013. Collabora inoltre con Yelawolf nel brano Twisted.
Il 23 settembre 2016 pubblica il suo terzo album Natural Causes, preceduto dai singolo Moving Mountains, Come Up For Air e Lemonade. Sempre nel 2016 pubblica Cannonball, in collaborazione con gli X Ambassadors, è tra le tracce del videogioco FIFA 16. Tra il 2016 e il 2017 collabora dapprima con Kaskade e deadmau5 al singolo Beneath with Me, e poi con Macklemore al singolo Glorious.
Nel 2017 lavora come autrice per G-Eazy e Kehlani in vari brani: Good Life di entrambi, Gangsta di Kehlani e Pick Me Up di Eazy. Collabora inoltre alla scrittura dell'album di Eminem Revival: Walk On Water con Beyoncé, Like Home con Alicia Keys, Need Me con P!nk e Tragic Endings, che interpreta anche. Nel 2018 co-scrive e interpreta il brano Everything I Need per il film Aquaman, tratto dall'omonimo fumetto DC Comics e diretto da James Wan. Sempre nel 2018 incide una cover del classico Stand By Me per uno spot legato al Super Bowl, i cui ricavati sono stati parzialmente devoluti in beneficenza alla croce rossa americana.
Nel 2019 pubblica invece una cover di Runaway Train in compagnia di Jamie N Commons e Gallant, ancora una volta per scopi umanitari. Il video di tale brano viene nominato ai VMAs. Nel giugno successivo annuncia di aver lasciato definitivamente la Interscope e pubblica il singolo Shame On You; successivamente pubblica l'EP Angels In Tattoos. Nel successivo agosto pubblica il brano New Kind Of Love per la colonna sonora della miniserie Quattro matrimoni e un funerale. Successivamente l'artista collabora con Celine Dion nelle vesti di autrice nel brano Falling In Love Again dall'album Courage e con i Train in qualità di interprete nel brano Mai Tais.

### 2020-presente:Skylar Grey
Nel gennaio 2020 duetta ancora una volta con Eminem nel brano Leaving Heaven, incluso nell'album Music To Be Murdered By. Nel luglio successivo annuncia la pubblicazione del suo quarto album Dark Thoughts per poi pubblicare l'EP Make It Through The Day il 6 novembre. Nel 2021 pubblica il singolo Partly Cloudy with a Chance of Tears e collabora con Eminem, Polo G e Mozzy nel brano Last One Standing, quest'ultima per la colonna sonora di Venom - La furia di Carnage.
Nell'aprile 2022 pubblica il suo quarto album in studio, Skylar Grey, in maniera indipendente.

## Stile e influenze

### Influenze musicali
Skylar Grey ha affermato di essere stata influenzata musicalmente da Joni Mitchell, Bob Dylan, Neil Young, Sarah McLachlan, Eminem e i Death Cab for Cutie.

### Nome d'arte
La cantante ha spiegato che il suo nome d'arte, Skylar Grey, «rappresenta l'ignoto della vita. La gente sembra aver paura delle cose sconosciute. Tuttavia io sono completamente il contrario. Mi tuffo nell'ignoto perché è come se da lì venissero tutte le possibilità»; a Beatweek ha inoltre aggiunto che la scelta di scrivere "Grey" con la "e" invece che con la "a" è dettata dal fatto che «mi piace fare le cose in modo originale», oltre a essere «più maschile. Non sono molto femminile».

## Discografia

### Album in studio
- 2006 – Like Blood Like Honey
- 2013 – Don't Look Down
- 2016 – Natural Causes
- 2022 – Skylar Grey

### EP
- 2005 – Holly Brook EP
- 2005 – Sony CONNECT Sets
- 2010 – O'Dark:Thirty EP
- 2012 – The Buried Sessions of Skylar Grey
- 2019 – Angels In Tattoos
- 2020 – Make It Through The Day

### Singoli
- 2011 – Invisible
- 2012 – Words
- 2012 – C'mon Let Me Ride (feat. Eminem)
- 2013 – Final Warning
- 2013 – Wear Me Out
- 2013 – White Suburban
- 2013 – Back from the Dead
- 2015 – Cannonball (feat. X Ambassadors)
- 2016 – Moving Mountains
- 2016 – Off Road
- 2016 – Come Up For Air
- 2016 – Lemonade
- 2018 – Everything I Need
- 2019 – Runaway Train (feat. Gallant e Jamie N Commons)
- 2020 – Dark Thoughts
- 2020 – Goosebumps
- 2020 – Sunscreen
- 2020 – Claws (feat. Elliott Taylor)
- 2020 – Fucking Crazy
- 2020 – Sideways
- 2021 – The Devil Made Me Do It (feat. B.o.B)
- 2021 – Make It Through the Day
- 2021 – Partly Cloudy with a Chance of Tears
- 2021 – Last One Standing (feat. Eminem, Polo G e Mozzy)
- 2021 – Vampire at the Swimming Pool
- 2022 – Show Me Where It Hurts

### Collaborazioni
- 2011 – I Need A Doctor (Dr. Dre feat. Eminem, Skylar Grey)
- 2013 – A**hole (Eminem feat. Skylar Grey)
- 2013 – Only You (Cee LoGreen feat. Skylar Grey)
- 2013 – The Last Day (Moby feat. Skylar Grey)
- 2014 – Bed Of Lies (Nicki Minaj feat. Skylar Grey)
- 2014 – Shot Me Down (David Guetta feat. Skylar Grey)
- 2014 – Hero (Kid Cudi feat. Skylar Grey)
- 2016 – Beneath with Me (Kaskade, deadmau5 feat. Skylar Grey)
- 2017 – Glorious (Macklemore feat. Skylar Grey)
- 2017 – Periscope (Papa Roach feat. Skylar Grey)
- 2017 – Tragic Endings (Eminem feat. Skylar Grey)
- 2019 – Mai Tais (Train feat. Skylar Grey)
- 2020 – Leaving Heaven (Eminem feat. Skylar Grey)
- 2020 – Black Magic (Eminem feat. Skylar Grey)
- 2022 – My Heart Has Teeth (deadmau5 feat. Skylar Grey)

## Filmografia

### Cinema
- Lennon or McCartney, regia di Matt Schichter (2014)

### Televisione
- Tosh.0 – serie TV, 1 episodio (2011)
- Saturday Night Live – programma TV, 3 episodi (2013-2017)
- The Late Late Show with James Corden – programma TV, 1 episodio (2016)

## Riconoscimenti
- Grammy Awards
  - 2010 – Candidatura alla canzone dell'anno per Love the Way You Lie
  - 2010 – Candidatura alla miglior canzone rap per Love the Way You Lie
  - 2011 – Candidatura alla miglior canzone rap per I Need a Doctor
  - 2011 – Candidatura alla miglior collaborazione con un artista rap per I Need a Doctor
  - 2011 – Candidatura all'album dell'anno per Loud (Rihanna)
- MTV Video Music Awards
  - 2006 – Ringtone of the Year per Where'd You Go
  - 2019 – Candidatura al Video for Good per Runaway Train
- Teen Choice Awardss
  - 2011 – Candidatura alla miglior traccia R&B/Hip-hop per I Need a Doctor
  - 2017 – Candidatura alla miglior traccia R&B/Hip-hop per Glorious
- Variety's Breakthrough of the Year Awards
  - 2014 – Music Up Next Breakthrough Award per se stessa